# Elisabeta de Valois
Elisabeta de Valois (n. 2 aprilie 1545 – d. 3 octombrie 1568) cunoscută și sub numele de Elisabeta a Franței (franceză Élisabeth de France) a fost fiica cea mare a regelui Henric al II-lea al Franței și a Caterinei de Medici.

## Primii ani
S-a născut la Castelul Fontainebleau din Franța. Copilăria și-a petrecut-o la curtea Franței unde tatăl ei a insistat ca ea să împartă dormitorul cu viitoarea cumnată, Maria Stuart, care avea aproape aceeași vârstă cu ea. Elisabeta chiar a trebuit să-i acorde prioritate în rang Mariei (Maria a devenit regină); cele două au rămas prietene apropiate pentru restul vieții lor.
Deși este recunoscut faptul că sora ei Margareta și viitoarea ei cumnată Maria au fost mai frumoase decât ea, Elisabeta a fost una dintre fiicele atractive ale Ecaterinei. Ea a fost descrisă ca fiind timidă și având o mare venerație față de formidabila ei mamă.

## Căsătorie

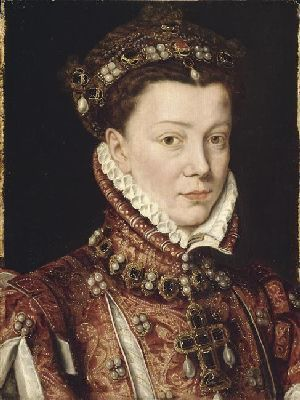
Elisabeta a Franței

Elisabeta s-a căsătorit în 1559 cu regele Filip al II-lea al Spaniei ("Filip Catolicul"), fiul împăratului Carol Quintul și a Isabelei a Portugaliei. Inițial, căsătoria s-a făcut prin procură la Notre Dame (Ducele de Alba l-a reprezentat pe Filip), apoi după părăsirea Franței, ceremonia a avut loc la Guadalajara, Spania. A doua soție a lui Filip, Maria I a Angliei, murise recent iar Elisabeta, în vârstă de 14 ani, a devenit cea de-a treia soție a regelui Filip al II-lea care avea 32 de ani.
La nuntă ea l-a cunoscut pe faimosul pictor Sofonisba Anguissola și pe prințesa Ana de Mendoza care va locui cu ea pentru tot restul vieții ei. Elisabeta era un pictor amator însă Anguissola a ajutat-o să-și îmbunătățească tehnica. 
Filip era complet încântat de tânăra lui mireasă și pentru o scurtă perioadă de timp a renunțat la metrese. În ciuda diferenței semnificative de vârstă dintre cei doi, Elisabeta era de asemenea încântată de soțul ei; în scrisorile către mama ei ea s-a proclamat norocoasă să se căsătorească cu un așa prinț fermecător. Filip a găzduit turniruri cavalerești pentru a-și distra soția. Elisabeta a jucat rol de mamă pentru trei tineri prinți de la curtea Spaniei: Carlos, Prinț de Asturia (fiul cel mare al lui Filip al II-lea), Ioan de Austria (fiul nelegitim al lui Carol al V-lea) și Alexandru Farnese, Duce de Parma (fiul fiicei nelegitime a lui Carol al V-lea, Margareta)
Inițial, Elisabeta a fost logodită cu fiul lui Filip, Carlos, Prinț de Asturia, însă complicații politice neașteptate au dus necesitat căsătoria cu Filip. Relația ei cu tulburele fiu vitreg Carlos a fost călduroasă și amicală. În ciuda rapoartelor despre comportamentul lui bizar, întotdeauna Carlos a fost bun și blând cu Elisabeta. 
Filip a fost foarte atașat de Elisabeta; a stat lângă ea chiar și atunci când ea a fost bolnavă de variolă. Prima sarcină a Elisabetei în 1564 a sfârșit printr-un avort a două fete gemene. Mai târziu, ea a născut-o pe infanta Isabella Clara Eugenia a Spaniei la 12 august 1566, apoi la 10 octombrie 1567 pe infanta Catalina Micaela a Spaniei. Elisabeta a mai avut un avort la 3 octombrie 1568 și a murit în aceeași zi împreună cu fiul ei nenăscut.
După decesul Elisabetei, Caterina de Medici a oferit-o pe fiica ei mai mică, Margareta, ca mireasă pentru Filip al II-lea. Filip a refuzat deoarece a crezut că era împotriva legii biblice și a canonului să se căsătorească cu sora soției decedate.

#### Copii
- Isabella Clara Eugenia a Spaniei (12 august 1566 - 1 decembrie 1633), căsătorită la 18 aprilie 1599 cu arhiducele Albert de Habsbourg
- Catalina Micaela a Spaniei (10 octombrie 1567 - 6 noiembrie 1597), căsătorită în 1585 cu Carol-Emmanuel I, duce de Savoia